# Djingarey Maïga
Pour les articles homonymes, voir Maïga.
Djingarey Maïga, né le 17 octobre 1939 à Ouatagouna (Niger), est un réalisateur et acteur nigérien.

## Biographie
Après l’école, Djingarey Maïga se rend à Niamey où il travaille comme releveur à la SAFELEC, actuelle Compagnie nigérienne d’électricité (NIGELEC), poste qu'il quittera en 1971.
En 1968, il incarne le rôle principal dans Le Retour d’un aventurier de Moustapha Alassane, puis dans F.V.V.A.: Femmes Voitures Villas Argent en 1970, où il joue le second rôle.
En 1972, il réalise son premier film, Le Ballon, dans lequel l’acteur principal est son fils aîné âgé de six ans. Il est également le caméraman du film pornographique[réf. nécessaire].
Tous ses longs métrages de fiction ont ensuite le mot noir dans le titre[réf. nécessaire]. Ancrés dans le vécu de la société nigérienne, ils remportent un grand succès populaire[réf. nécessaire].

## Filmographie

### Comme réalisateur
- 1972 : Le Ballon
- 1976 : L'Étoile noire
- 1978 : Ouatagouna
- 1979 : Autour de l’hippopotame
- 1979 : Nuages noirs
- 1980 : Les rendez-vous du 15 avril
- 1982 : La danse des dieux
- 1983 : Aube noire (aussi scénariste)
- 1994 : Miroir noir
- 1999 : Vendredi noir
- 2009 : La quatrième nuit noire
- 2014 : Au plus loin dans le noir
- 2016 : Le Cerveau noir
- 2018 : Un coin du ciel noir

### Comme acteur
- 1966 : Le Retour d'un aventurier (court-métrage)
- 1969 : Cabascabo
- 1972 : FVVA : Femme, villa, voiture, argent
- 1976 : L'Étoile noire
- 1986 : Le Médecin de Gafire : l'adjoint du directeur

### Comme directeur de la photographie
- 2002 : Le Rêve plus fort que la mort

## Récompenses et distinctions
- Un coin de ciel noir remporte notamment le Prix Paulin Vieyra de la Critique africaine au festival Toukounchi en 2019.